# Trattoria moscovita
La Trattoria moscovita (in russo Московский трактир?, Moskovskij traktir) è un quadro del pittore russo Boris Michajlovič Kustodiev, dipinto nel 1916. Attualmente fa parte delle collezioni della galleria Tret'jakov.

## Descrizione
Tra la fine del diciannovesimo secolo e gli inizi del ventesimo, in Russia si sviluppò un genere pittorico nel quale dei quadri ritraevano una certa situazione in secondo piano ma senza spiegarne la causa. Poteva trattarsi di una scena borghese di noia assoluta, oppure di situazioni banali che danno l'impressione che il tempo si sia fermato. In quest'opera dei preti ortodossi, appartenenti al movimento dei vecchi credenti, si godono in tranquillità un'uscita pomeridiana bevendo del tè in una trattoria dalle pareti rosse. Il quadro rivela lo spirito satirico di Kustodiev.